# Île du Roi
L'île du Roi (isla del Rey Francisco en espagnol) est l'une des trois îles de l'archipel des îles Zaffarines qui constitue une des plazas de soberanía espagnoles au large des côtes marocaines. Après la Guerre hispano-marocaine, le Maroc a reconnu la souveraineté espagnole sur l'archipel à travers la signature du Traité de Wad-Ras en 1860.

## Origine du nom
Le nom de  Rey Francisco fait référence à François d'Assise de Bourbon, roi consort (époux d'Isabelle II, qui a donné son nom à l'île voisine).

## Description
L'île est déserte. Un cimetière a été aménagé à la fin du XIXe siècle pour inhumer les décédés de l'archipel. On dénombrait 63 sépultures au début du XIXe siècle. Entre 1910 et 1915, une digue, de 230 m, dont les extrémités sont encore visibles, reliait l'île à l'île Isabelle II.